# Final da Taça dos Clubes Campeões Europeus de 1990–91
A Final da Taça dos Clubes Campeões Europeus de 1990-91 foi a 36ª edição da decisão da Taça dos Clubes Campeões Europeus, que teve como adversários o Estrela Vermelha, da antiga Iugoslávia, e o Marselha, da França. A partida foi jogada no Estádio San Nicola em Bari, na Itália.
Após um jogo muito disputado e sem golos, o título foi decidido nos penáltis, onde Manuel Amoros, do Marselha, falhou logo na primeira tentativa da sua equipa, e Darko Pančev marcou o golo que deu a vitória ao Estrela Vermelha.

## Caminho para a final
| Estrela Vermelha  | Estrela Vermelha | Estrela Vermelha | Estrela Vermelha | Fase             | Marselha           | Marselha | Marselha | Marselha |
| ----------------- | ---------------- | ---------------- | ---------------- | ---------------- | ------------------ | -------- | -------- | -------- |
| Oponente          | Total            |                  | 2º jogo          |                  | Oponente           | Total    | 1º jogo  | 2º jogo  |
| Grasshopper       | 5–2              | 1–1 (C)          | 4–1 (F)          | Primeira fase    | Dinamo Tirana      | 5–1      | 5–1 (C)  | 0–0 (F)  |
| Rangers           | 4–1              | 3–0 (C)          | 1–1 (F)          | Segunda fase     | Lech Poznań        | 8–4      | 2–3 (F)  | 6–1 (C)  |
| Dynamo Dresden    | 5–1              | 3–0 (C)          | 2–1 (F)          | Quartas de final | AC Milan           | 4–1      | 1–1 (F)  | 3–0 (C)  |
| Bayern de Munique | 4–3              | 2–1 (F)          | 2–2 (H)          | Semifinal        | Spartak de Moscovo | 5–2      | 3–1 (F)  | 2–1 (C)  |

## Detalhes da Partida
| 29 de maio de 1991 | Estrela Vermelha | 0 – 0     | Olympique de Marselha | Stadio San Nicola, Bari                |
| 20:15              |                  | Relatório |                       | Público: 56,000 Árbitro: Tullio Lanese |

|                                              |       | Penalidades                           |  |
| Prosinečki Binić Belodedić Mihajlović Pančev | 5 – 3 | Amoros Casoni Jean-Pierre Papin Mozer |  |

| Estrela Vermelha | Marselha |

| ESTRELA VERMELHA: |    |                    |     |
|                   |    |                    |     |
| G                 | 1  | Stevan Stojanović  |     |
| LD                | 4  | Refik Šabanadžović |     |
| Z                 | 3  | Slobodan Marović   | 61' |
| Z                 | 5  | Miodrag Belodedić  |     |
| LE                | 6  | Ilija Najdoski     |     |
| V                 | 8  | Siniša Mihajlović  | 40' |
| M                 | 2  | Vladimir Jugović   |     |
| M                 | 7  | Robert Prosinečki  |     |
| M                 | 10 | Dejan Savićević    | 84' |
| A                 | 9  | Darko Pančev       |     |
| A                 | 11 | Dragiša Binić      | 26' |
| Reservas:         |    |                    |     |
| G                 | 12 | Milić Jovanović    |     |
| Z                 | 13 | Ivica Momčilović   |     |
| Z                 | 14 | Rade Tošić         |     |
| M                 | 15 | Vlada Stošić       | 84' |
| A                 | 16 | Vladan Lukić       |     |
| Técnico:          |    |                    |     |
| Ljupko Petrović   |    |                    |     |

| OLYMPIQUE DE MARSELHA: |    |                     |      |
|                        |    |                     |      |
| GK                     | 1  | Pascal Olmeta       |      |
| LD                     | 2  | Manuel Amoros       |      |
| Z                      | 4  | Basile Boli         | 28'  |
| Z                      | 5  | Carlos Mozer        |      |
| LE                     | 3  | Éric di Meco        | 112' |
| V                      | 6  | Bruno Germain       |      |
| V                      | 7  | Bernard Casoni      |      |
| M                      | 8  | Chris Waddle        |      |
| M                      | 11 | Laurent Fournier    | 75'  |
| A                      | 9  | Jean-Pierre Papin   |      |
| A                      | 10 | Abedi Pelé          |      |
| Reservas:              |    |                     |      |
| G                      | 16 | Alain Casanova      |      |
| Z                      | 15 | Éric Mura           |      |
| V                      | 13 | Philippe Vercruysse | 75'  |
| V                      | 14 | Jean Tigana         |      |
| M                      | 12 | Dragan Stojković    | 112' |
| Técnico:               |    |                     |      |
| Raymond Goethals       |    |                     |      |